# Comitati per il sì e per il no al referendum costituzionale in Italia del 2016
In occasione del referendum costituzionale del 2016, in tutta Italia si sono formate varie associazioni a favore e contro la riforma costituzionale Renzi-Boschi. A livello nazionale le campagne elettorali sono state organizzate da un principale comitato per il sì che si pone come coordinatore di una vasta rete di comitati locali, organizzati da consulenti politici vicini al Governo, e da alcuni comitati per il no nati sia su iniziativa parlamentare sia extra-parlamentare.

## Comitati per il sì e campagna a favore della riforma

### La "rete" di comitati pro-riforma

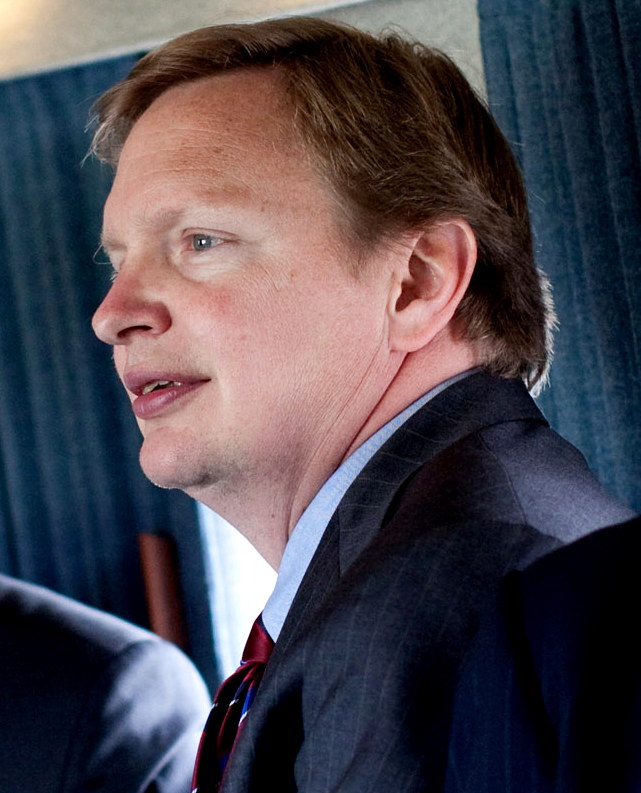
Il consulente politico
Jim Messina

La formazione del principale comitato nazionale per il sì è stata preceduta dall'avvio di varie iniziative a livello locale. Tra le prime associazioni sorte a sostegno della riforma figurano i comitati avviati a Cuneo dal vice ministro alle politiche agricole alimentari e forestali Andrea Olivero e a Torino da Guido Alessandro Gozzi nel mese di febbraio 2016, cui sono seguiti "comitati per il sì" in molte altre città italiane sparse lungo tutta la penisola. Complessivamente Matteo Renzi ha stimato la nascita di diecimila comitati in tutta Italia, la cui composizione varie dalle dieci alle cinquanta persone. Il loro coordinamento è supervisionato principalmente da Maria Elena Boschi, mentre il modello di campagna elettorale basato sulla diffusione capillare sul territorio di piccoli comitati è stato ideato da Jim Messina, noto consulente politico statunitense appositamente ingaggiato da Renzi nel gennaio 2016, che in precedenza aveva sperimentato con successo tale strategia per le campagne presidenziali di Barack Obama e politiche di David Cameron.
Lo stesso Renzi è stato promotore di una «mobilitazione permanente» a partire dal 21 maggio fino a metà luglio per raccogliere firme mirate a una richiesta di referendum d'iniziativa popolare, replicando così l'attività già avviata dal comitato per il no il mese precedente. Il 21 maggio è anche stato lanciato il Comitato Nazionale Basta un sì preposto, oltre che all'organizzazione della raccolta delle firme – che due mesi più tardi raggiungerà l'obiettivo di almeno 500 000 sottoscrizioni, arrivando a superare quota 560 000 – a pubblicizzare i principali punti a sostegno della riforma: l'"addio al bicameralismo paritario", con tempi certi per approvare le leggi e meno decreti; il taglio del numero di senatori e dei loro stipendi; l'aumento di "garanzie" per la partecipazione popolare e le opposizioni parlamentari.
Oltre al comitato civico legato al PD si sono costituiti anche:
- Sinistra per il sì, comitato di caratura più politica, formato da vari membri del PD, tra cui Piero Fassino, Matteo Orfini, Andrea Orlando e Nicola Zingaretti;
- Liberi sì, guidato da Marcello Pera e formato da ex militanti di Forza Italia e membri del gruppo parlamentare ALA, di cui fa parte anche Denis Verdini;
- Moderati e centristi Insieme per il sì, coordinato da Ferdinando Adornato e formato da membri del gruppo parlamentare di Area Popolare, tra cui Angelino Alfano, Maurizio Lupi e Fabrizio Cicchitto;
- Centristi per il sì, guidato da Gianpiero D'Alia e composto principalmente da esponenti dell'UdC, partito che si è schierato tuttavia contro la riforma;
- Insieme si cambia, guidato da Lorenzo Ornaghi e che vede tra i suoi componenti Giovanni Guzzetta, Franco Debenedetti, Giuliano Ferrara e Angelo Panebianco.

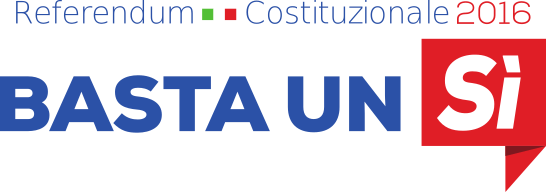
Logo del comitato Basta un sì
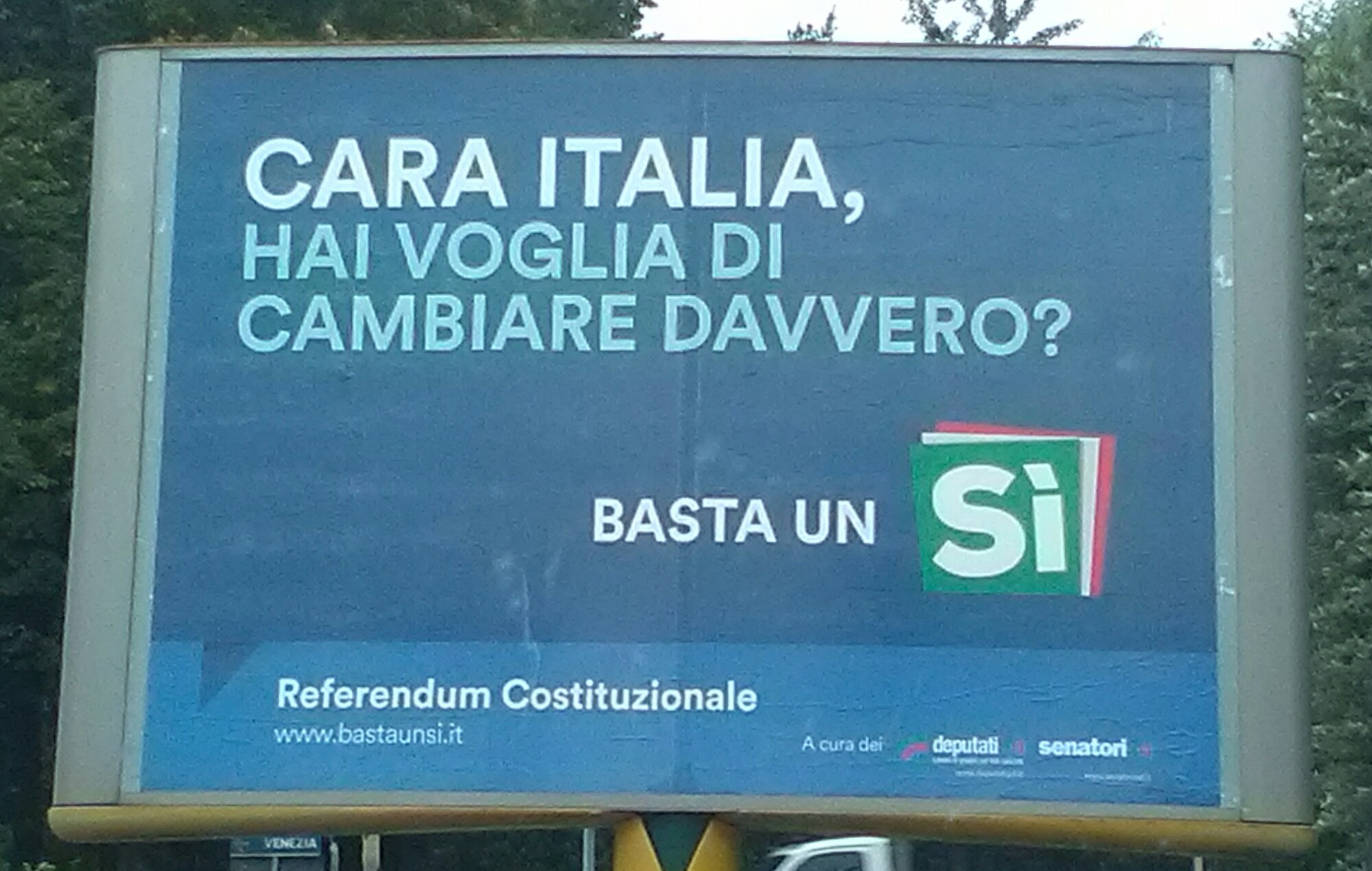
Manifesto a sostegno del sì

### Il manifesto dei docenti universitari
Sul finire del mese di maggio 2016 le "ragioni del sì" sono state pubblicizzate in un manifesto firmato da 193 docenti universitari, anche questo contrapposto all'iniziativa di oltre cinquanta costituzionalisti che durante il mese precedente aveva prodotto un documento che illustrava le ragioni contrarie. L'elenco dei firmatari, tra cui figurano anche professori attivi in campi diversi da quello giuridico, compresi insegnanti di materie economiche e storiche, include:
- Salvo Andò
- Giuseppe Arconzo
- Gianfranco Baldini
- Barbara Malaisi
- Benedetta Barbisan
- Luciano Bardi
- Stefania Bariatti
- Antonio Bartolini
- Franco Bassanini
- Carla Bassu
- Cristina Bertolino
- Rodolfo Bettiol
- Raffaele Bifulco
- Paola Bilancia
- Roberto Bin
- Elena Bindi
- Chiara Bologna
- Massimo Bordignon
- Pietro Boria
- Carlo Bottari
- Marco Brunazzo
- Emiliano Bruscardi
- Mia Caielli
- Mauro Calise
- Simone Calzolaio
- Quirino Camerlengo
- Marco Cammelli
- Vittorio Campione
- Giulia Caravale
- Beniamino Caravita di Toritto
- Giuseppina Giuliana Carboni
- Massimo Carli
- Paolo Carrozza
- Corrado Caruso
- Luisa Cassetti
- Luca Castelli
- Elisabetta Catelani
- Daniele Caviglia
- Massimo Cavino
- Stefano Ceccanti
- Marcello Cecchetti
- Vincenzo Cerulli Irelli
- Carlo Cester
- Anna Chimenti
- Mario Pilade Chiti
- Pietro Ciarlo
- Francesco Clementi
- Stefano Cognetti
- Gian Luca Conti
- Giovanni Cordini

- Pasquale Costanzo
- Lorenzo Cuocolo
- Salvatore Curreri
- Carlo Curti Gialdino
- Giacomo D'Amico
- Marilisa D'Amico
- Luigi D'Andrea
- Gianfranco D'Alessio
- Maurizio De Acutis
- Alberto De Bernardi
- Gianclaudio De Cesare
- Andrea Del Re
- Gianmario Demuro
- Marco Di Folco
- Roberto Di Maria
- Enzo Di Nuoscio
- Giampiero Di Plinio
- Luca Diotallevi
- Filippo Donati
- Fabio Elefante
- Sergio Fabbrini
- Federica Fabrizzi
- Luciano Fasano
- Fabio Fede
- Elena Ferioli
- Antonio Ferrara
- Antonio Flamini
- Marcello Flores d'Arcais
- Francesco Pizzetti
- Claudio Franchini
- Justin Frosini
- Tommaso Edoardo Frosini
- Federico Furlan
- Arianna Fusaro
- Carlo Fusaro
- Diana Urania Galetta
- Carlo Emanuele Gallo
- Enrico Genta Ternavasio
- Sergio Gerotto
- Federico Ghera
- Felice Giuffré
- Francesco Tomaso Giupponi
- Maria Cristina Grisolia
- Tania Groppi
- Giovanni Grottanelli de' Santi
- Guido Guidi
- Antonio La Spina
- Stefania Leone
- Amedeo Lepore
- Vincenzo Lippolis

- Andrea Longo
- Gianfranco Macrì
- Francesco Malgeri
- Giampaolo Malgeri
- Claudia Mancina
- Susanna Mancini
- Stefano Mannoni
- Giuseppe Marazzita
- Michele Marchi
- Pio Marconi
- Alberto Martinelli
- Claudio Martinelli
- Oreste Massari
- Anna Mastromarino
- Maria Giovanna Mattarolo
- Marco Mayer
- Guido Melis
- Marta Mengozzi
- Chiara Meoli
- Marcello Messori
- Luca Mezzetti
- Roberto Miccù
- Mara Morini
- Massimo Morisi
- Leonardo Morlino
- Francesco Morosini
- Andrea Morrone
- Emanuela Mosca
- Anna Moscarini
- Alessandro Natalini
- Ida Nicotra
- Marco Olivetti
- Maurizio Oliviero
- Elisabetta Palici di Suni
- Angelo Pandolfo
- Angelo Panebianco
- Nicola Pasini
- Pasquale Pasquino
- Gianluca Passarelli
- Renato Pescara
- Alessandro Petretto
- Pierluigi Petrillo
- Paola Piciacchia
- Nicola Pignatelli
- Ferdinando Pinto
- Cesare Pinelli
- Andrea Pisaneschi
- Stefano Pizzorno
- Marco Plutino
- Anna Maria Poggi

- Aristide Police
- Oreste Pollicino
- Paolo Pombeni
- Giusto Puccini
- Edoardo Carlo Raffiotta
- Francesco Raniolo
- Giovanna Razzano
- Mario Ricciardi
- Paolo Ridola
- Angelo Rinella
- Francesca Rosa
- Lucia Serena Rossi
- Michele Salvati
- Giulio Maria Salerno
- Angelo Schillaci
- Antonella Sciortino
- Filippo Scuto
- Fabio Serricchio
- Eugenio Somaini
- Alessandro Sterpa
- Guido Tabellini
- Diletta Tega
- Fulvio Tessitore
- Luisa Torchia
- Duccio Traina
- Silvio Traversa
- Tiziano Treu
- Ennio Triggiani
- Filippo Tronconi
- Andrea Ungari
- Paolo Urbani
- Luciano Vandelli
- Salvatore Vassallo
- Giuseppe Verde
- Alberto Vespaziani
- Giulio Vesperini
- Giulio Enea Vigevani
- Filippo Viglione
- Adriana Vigneri
- Lorenza Violini
- Giuseppe Zaccaria
- Paolo Zatti
- Carolin Zwilling

### L'appello sula Repubblica
Il 2 giugno 2016 sul quotidiano la Repubblica è stato pubblicato anche un appello per un «pacato sì» al referendum firmato da oltre 300 personalità attive in diversi campi, tra cui professori universitari, ricercatori, politici, scrittori e registi. L'elenco include: Alberto Abruzzese, Isabella Adinolfi, Stefano Arduini, Vincenzo Barone, Luigi Berlinguer, Luigi Biggeri, Edoardo Boncinelli, Caterina Bonvicini, Giancarlo Bosetti, Lodovica Braida, Giulio Busi, Marina Caffiero, Gianni Canova, Andrea Carandini, Marina Cattaruzza, Liliana Cavani, Riccardo Chiaberge, Simona Colarizi, Arnaldo Colasanti, Fulvio Conti, Piero Craveri, Paolo Crepet, Maurizio Dardano, Enrico Decleva, Antonio Ereditato, Guido Fabiani, Marcello Flores, Carlo Fontana, Mario Fortunato, Giuseppe Galasso, Umberto Galimberti, Gianpiero Gamaleri, Nicola Gardini, Franco Garelli, Maria Amata Garito, Emma Giammattei, Andrea Giardina, Tullio Gregory, Massimo Inguscio, Raffaele Lauro, Andrea Lenzi, Franco Malerba, Alberto Melloni, Federico Moccia, Andrea Moro, Salvatore Natoli, Giuseppe Novelli, Alberto Oliverio, Lorenzo Ornaghi, Antonio Padoa-Schioppa, Emilio Pasquini, Sandra Petrignani, Paolo Pezzino, Aurelio Picca, Annalisa Piras, Domenico Pittella, Stefano Pivato, Riccardo Pozzo, Angelo Provasoli, Michele Rak, Enrico Rizzarelli, Luigi Ruggiu, Francesco Russo, Franco Salvatori, Vincenzo Scotti, Luca Serianni, Mirella Serri, Uberto Siola, Giacomo Stella, Filippo Taddei, Susanna Tamaro, Federico Testa, Gabriele Vacis, Salvatore Veca, Giuseppe Veltri, Lucio Villari, Giuliano Volpe, Giorgio Zanetti, Rodolfo Zich.

## Comitati per il no e campagna contro la riforma

### I comitati contrari alla riforma
Il 30 ottobre 2015 a Roma si è costituito il Comitato per il No nel referendum sulle modifiche alla Costituzione, promosso dal Coordinamento per la democrazia costituzionale e che vede presidenti Alessandro Pace e Gustavo Zagrebelsky.
Il suo consiglio direttivo è composto da un insieme di costituzionalisti e politici:
- Alessandro Pace (presidente)
- Gustavo Zagrebelsky (presidente onorario)
- Pietro Adami
- Alberto Asor Rosa
- Gaetano Azzariti
- Francesco Baicchi
- Vittorio Bardi
- Mauro Beschi (comitato esecutivo)
- Felice Besostri
- Francesco Bilancia
- Sandra Bonsanti
- Lorenza Carlassare
- Sergio Caserta
- Antonio Caputo
- Francesca Chiavacci
- Claudio De Fiores

- Riccardo De Vito
- Carlo Di Marco
- Antonio Di Pietro
- Giulio Ercolessi
- Anna Falcone (vice presidente)
- Antonello Falomi (tesoriere)
- Gianni Ferrara
- Tommaso Fulfaro (cassiere)
- Domenico Gallo (comitato esecutivo)
- Alfonso Gianni
- Alfiero Grandi (vice presidente vicario)
- Maurizio Landini
- Raniero La Valle
- Paolo Maddalena
- Giovanni Palombarini
- Vincenzo Palumbo

- Francesco Pardi
- Livio Pepino
- Antonio Pileggi
- Marta Pirozzi
- Ugo Giuseppe Rescigno
- Stefano Rodotà
- Franco Russo
- Giovanni Russo Spena
- Cesare Salvi
- Mauro Sentimenti
- Carlo Smuraglia (comitato esecutivo)
- Enrico Solito
- Armando Spataro
- Massimo Villone
- Vincenzo Vita
- Mauro Volpi

I principali punti di contrarietà alla riforma costituzionale pubblicizzati dal comitato riguardano il non superamento del bicameralismo con un nuovo sistema più confuso, che moltiplica i tipi di procedimenti legislativi e può creare conflitti tra le due camere; l'aumento delle firme necessarie per una legge d'iniziativa popolare; la poca influenza sui costi della politica, con un'effettiva riduzione dei costi del Senato stimata del 20%; la limitazione delle autonomie; il rischio di squilibri tra i poteri dello Stato, prevalentemente a causa di un Governo potenzialmente sostenuto da una maggioranza derivante dal "premio" previsto dalla legge elettorale; l'essere stata scritta in modo poco chiaro e non in autonomia dal Parlamento.
Anche se l'iniziativa referendaria era già stata avviata dai parlamentari, il comitato ha avviato comunque l'iter di iniziativa popolare. Il 18 aprile 2016 è stato depositato presso la Corte suprema di cassazione il quesito da sottoporre agli elettori, mentre la raccolta firme è simbolicamente iniziata il 25 aprile. Il numero di sottoscrizioni messo insieme, tuttavia, si fermerà a 300 000, mancando l'obiettivo di almeno 500 000 firme.
Oltre al comitato di Pace e Zagrebelsky, nel mese di gennaio 2016 un comitato nazionale per il no è stato costituito anche su iniziativa delle principali forze politiche parlamentari di centrodestra (Forza Italia, Lega Nord e Fratelli d'Italia), guidato da Annibale Marini, il cui atto costitutivo risulta firmato anche da Renato Brunetta, Gian Marco Centinaio, Edmondo Cirielli, Massimiliano Fedriga, Mariastella Gelmini, Fabio Rampelli e Paolo Romani, mentre tra i soci fondatori sono presenti anche Nicolò Amato, Simone Baldelli, Anna Maria Bernini, Michaela Biancofiore, Mara Carfagna, Antonio D'Alì, Arturo Diaconale, Emilio Floris, Gregorio Fontana, Daniela Santanchè, Gabriella Giammanco, Alberto Giorgetti, Pietro Laffranco, Enrico La Loggia, Lucio Malan, Settimo Nizzi, Roberto Occhiuto, Paola Pelino, Catia Polidori, Alfonso Quaranta, Jole Santelli, Luca Squeri, Giuseppe Valditara e Paolo Vella.
Si sono inoltre costituiti il "comitato popolare per il no" presieduto da Giuseppe Gargani, che vede la presenza tra i suoi componenti di Mario Mauro, Carlo Giovanardi, Luigi Compagna, Mario Tassone, Riccardo Ventre, Potito Salatto e Cosimo Sibilia; il Comitato per la Costituzione e le Riforme, che fa capo al segretario dell'UdC Lorenzo Cesa ed è coordinato da Ciriaco De Mita e Gaetano Quagliariello; e Scelgo no, lanciato a settembre da Massimo D'Alema, che vede Guido Calvi come presidente.
Bobo Craxi, in polemica con la maggioranza nenciniana del PSI (favorevole al SI), ha presieduto il "Comitato Socialista per il NO", al quale hanno aderito numerose personalità socialiste, a partire dall'ex-ministro Rino Formica (che è stato nominato Presidente Onorario).
Altri partiti dell'opposizione hanno invece condotto autonomamente una campagna anti-riforma.

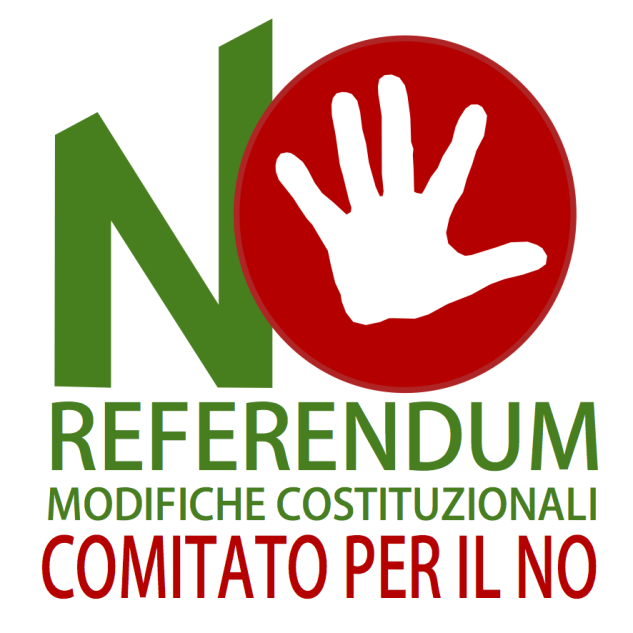
Logo del "Comitato per il NO" di Pace e Zagrebelsky
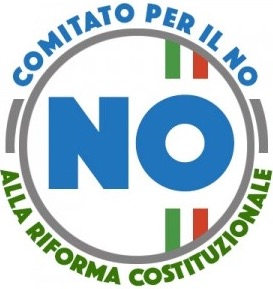
Logo del "Comitato per il NO" guidato da Annibale Marini

### L'appello deIl Fatto Quotidiano
Prima dell'inizio della raccolta di firme per la richiesta del referendum, nel mese di marzo 2016 Il Fatto Quotidiano ha promosso una petizione a sostegno delle ragioni per il no alla riforma. Oltre a diversi degli esponenti del comitato per il no, tra i primi firmatari figuravano anche: Nicola Acocella, Marco Albeltaro, Andrea Bajani, Carlo Bertelli, Franco Bile, Ginevra Bompiani, Alberto Burgio Giuseppe Campione, Luciano Canfora, Riccardo Chieppa, Luigi Ciotti, Daria Colombo, Fernanda Contri, Girolamo Cotroneo, Nicola D'Angelo, Ida Dominijanni, Vittorio Emiliani, Luigi Ferrajoli, Vincenzo Ferrari, Paul Ginsborg, Fabio Grossi, Monica Guerritore, Leo Gullotta, Paolo Leon, Rosetta Loy, Valerio Magrelli, Fiorella Mannoia, Ivano Marescotti, Annibale Marini, Citto Maselli, Gian Giacomo Migone, Giuliano Montaldo, Tomaso Montanari, Paolo Napolitano, Giorgio Nebbia, Guido Neppi Modona, Diego Novelli, Piergiorgio Odifreddi, Moni Ovadia, Antonio Padellaro, Giorgio Parisi, Gianfranco Pasquino, Valerio Pocar, Daniela Poggi, Michele Prospero, Alfonso Quaranta, Norma Rangeri, Ermanno Rea, Marco Revelli, Umberto Romagnoli,  Gennaro Sasso, Giacomo Scarpelli, Giuseppe Sergi, Tullio Seppilli, Toni Servillo, Salvatore Settis, Alessandro Torre, Nicola Tranfaglia, Marco Travaglio, Nadia Urbinati, Gianni Vattimo, Daniele Vicari, Maurizio Viroli, Roberto Zaccaria, Alex Zanotelli.

### Il manifesto dei costituzionalisti
Nel mese di aprile 2016, inoltre, cinquantasei giuristi, tra cui sei magistrati e molti professori universitari, hanno pubblicato un «documento di critica» alla riforma. Pur evidenziando alcuni aspetti positivi del testo di legge costituzionale, i costituzionalisti hanno espresso cinque principali motivi per i quali manifestano un «orientamento» contrario: il modo con cui è stata approvata, senza un largo consenso; la debolezza del nuovo Senato, con poteri effettivi molto limitati nell'iter legislativo e una limitata rappresentanza dei territori; il rischio di conflitti tra le due camere; la ridotta autonomia delle regioni; il modo scelto per un contenimento dei costi sopprimendo le province e riducendo il numero di parlamentari, al quale era preferibile una revisione e razionalizzazione di tutti gli enti costitutivi di cui si compone la Repubblica. I firmatari sono:
- Francesco Amirante
- Vittorio Angiolini
- Luca Antonini
- Antonio Baldassarre
- Sergio Bartole
- Ernesto Bettinelli
- Franco Bile
- Paolo Caretti
- Lorenza Carlassare
- Francesco Paolo Casavola
- Enzo Cheli
- Riccardo Chieppa
- Cecilia Corsi
- Antonio D'Andrea
- Ugo De Siervo
- Mario Dogliani
- Giovanni Maria Flick
- Franco Gallo
- Silvio Gambino

- Mario Gorlani
- Stefano Grassi
- Enrico Grosso
- Riccardo Guastini
- Giovanni Guiglia
- Fulco Lanchester
- Sergio Lariccia
- Donatella Loprieno
- Joerg Luther
- Paolo Maddalena
- Maurizio Malo
- Andrea Manzella
- Anna Marzanati
- Luigi Mazzella
- Alessandro Mazzitelli
- Stefano Merlini
- Costantino Murgia
- Guido Neppi Modona
- Walter Nocito

- Valerio Onida
- Saulle Panizza
- Maurizio Pedrazza Gorlero
- Barbara Pezzini
- Alfonso Quaranta
- Saverio Regasto
- Giancarlo Rolla
- Roberto Romboli
- Claudio Rossano
- Fernando Santosuosso
- Giovanni Tarli Barbieri
- Roberto Toniatti
- Romano Vaccarella
- Filippo Vari
- Luigi Ventura
- Maria Paola Viviani Schlein
- Roberto Zaccaria
- Gustavo Zagrebelsky

### Iniziative correlate
Parallelamente al comitato per il no alla riforma costituzionale di Pace e Zagrebelsky lavorava anche il Comitato per il sì all'abrogazione delle norme della L. 52/2015 - Italicum, che si prefiggeva lo scopo di raccogliere le firme necessarie per due quesiti referendari sulla nuova legge elettorale, uno per l'abolizione dei cosiddetti «capolista bloccati», cioè la previsione secondo la quale in ogni collegio siano prima eletti i capolista designati dai partiti a cui spettano seggi, a prescindere dai voti di preferenza, e l'altro mirato all'abolizione del premio di maggioranza alla lista che dovesse superare il 40% di preferenze, e contestualmente del ballottaggio in caso nessuna lista raggiunga tale soglia, rendendo quindi la distribuzione dei seggi in modo esclusivamente proporzionale. Le raccolte firme per i referendum abrogativi, a cui hanno partecipato anche alcune forze politiche come il Movimento 5 Stelle, si sono chiuse a inizio luglio 2016 raggiungendo l'insufficiente cifra di circa 420 000 firme per entrambi i quesiti.